# Nalajira diwja prabandam
Nalajira diwja prabandam (tamil. நாலாயிர திவ்யப் பிரபந்தம் Nālāyira tivyap pirapantam, Cztery tysiące boskich kompozycji) – kanon religijny tamilskiego wisznizmu, zawierający utwory o różnej długości i charakterze powstałe w okresie VII-X w. Autorami głównego korpusu jest 12 alwarów, dodatkowo za współautorów uznaje się Tiruwarangamudanara (tamil. திருவரங்கமுதனார் Tiruvaraṅkamutaṉār), autora dodatku (nienależącego do żadnego z tytułowych czterech tysięcy) oraz Nadamuniego (tamil. நாதமுனி Nātamuṉi, sanskryt: नाथमुनि Nāthamuni), który w X w. skompilował kanon i opatrzył go komentarzami, napisanymi częściowo po tamilsku, a częściowo w sanskrycie.
Teksty zawarte w Nalajira diwja prabandam do dziś pełnią w Tamilnadu funkcję tekstów liturgicznych, stosowanych zarówno w rytuałach świątynnych, jak i domowych. Jednocześnie, choć dla wyznawców wartość estetyczna utworu często pełni funkcję drugorzędną, wiele zawartych w kanonie utworów reprezentuje sobą bardzo wysoką wartość artystyczną.

## Księgi Nalajira diwja prabandam
| | Utwory | Autor                                                     |
| --- | --- | --------------------------------------------------------- |
| Pierwszy tysiąc (tamil. முதல் ஆயிரம் Mutal āyiram)                                                                    | Tiruppallandy (tamil. திருப்பல்லாண்டு Tiruppallāṇṭu)                                                                                   | Perijalwar (tamil. பெரியாழ்வார் Periyāḻvār)                     |
| Pierwszy tysiąc (tamil. முதல் ஆயிரம் Mutal āyiram)                                                                    | Tirumoli (tamil. திருமொழி Tirumoḻi)                                                                                                 | Perijalwar (tamil. பெரியாழ்வார் Periyāḻvār)                     |
| Pierwszy tysiąc (tamil. முதல் ஆயிரம் Mutal āyiram)                                                                    | Tiruppawej (tamil. திருப்பாவை Tiruppāvai)                                                                                            | Andal (tamil. ஆண்டாள் Āṇṭāḷ)                                 |
| Pierwszy tysiąc (tamil. முதல் ஆயிரம் Mutal āyiram)                                                                    | Naććijartirumoli (tamil. நாச்சியார்திருமொழி Nācciyārtirumoḻi)                                                                            | Andal (tamil. ஆண்டாள் Āṇṭāḷ)                                 |
| Pierwszy tysiąc (tamil. முதல் ஆயிரம் Mutal āyiram)                                                                    | (Perumal) Tirumoli (tamil. (பெருமாள்) திருமொழி (Perumāḷ) Tirumoḻi)                                                                      | Kulaseharan (tamil. குலசேகரன் Kulacēkaraṉ)                   |
| Pierwszy tysiąc (tamil. முதல் ஆயிரம் Mutal āyiram)                                                                    | Tiruććandawiruttam (tamil. திருச்சந்தவிருத்தம் Tiruccantaviruttam)                                                                      | Tirumalisej (tamil. திருமழிசை Tirumaḻicai)                    |
| Pierwszy tysiąc (tamil. முதல் ஆயிரம் Mutal āyiram)                                                                    | Tirumalej (tamil. திருமாலை Tirumālai)                                                                                               | Tondaradippodi (tamil. தொண்லரடிப்பொடி Toṇṭaraṭippoṭi)           |
| Pierwszy tysiąc (tamil. முதல் ஆயிரம் Mutal āyiram)                                                                    | Tiruppallijelućći (tamil. திருப்பள்ளியெழுச்சி Tiruppaḷḷiyeḻucci)                                                                         | Tondaradippodi (tamil. தொண்லரடிப்பொடி Toṇṭaraṭippoṭi)           |
| Pierwszy tysiąc (tamil. முதல் ஆயிரம் Mutal āyiram)                                                                    | Amalanadibiran (tamil. அமலனாதிபிரான் Amalaṉātipiraṉ)                                                                                 | Tiruppan (tamil. திருப்பன் Tiruppaṉ)                          |
| Pierwszy tysiąc (tamil. முதல் ஆயிரம் Mutal āyiram)                                                                    | Kanninun siruttambu (tamil. கண்ணினுண் சிறுத்தாம்பு Kaṇṇiṉuṇ Ciṟttāmpu)                                                                    | Madurakawi (tamil. மதுரகவி Maturakavi)                      |
| Drugi tysiąc (tamil. இரண்டாம் ஆயிரம் Iraṇṭām āyiram) lub: Perija Tirumoli (tamil. பெரிய திருமொழி Periya Tirumoḻi)            | Perija Tirumoli (tamil. பெரிய திருமொழி Periya Tirumoḻi)                                                                               | Tirumangej (tamil. திருமங்கை Tirumaṅkai)                      |
| Drugi tysiąc (tamil. இரண்டாம் ஆயிரம் Iraṇṭām āyiram) lub: Perija Tirumoli (tamil. பெரிய திருமொழி Periya Tirumoḻi)            | Tirukkurundandaham (tamil. திருக்குறுந்தாண்டகம் Tirukkuṟuntāṇṭakam)                                                                      | Tirumangej (tamil. திருமங்கை Tirumaṅkai)                      |
| Drugi tysiąc (tamil. இரண்டாம் ஆயிரம் Iraṇṭām āyiram) lub: Perija Tirumoli (tamil. பெரிய திருமொழி Periya Tirumoḻi)            | Tirunedundandaham (tamil. திருநெடுந்தாண்டகம் Tiruneṭuntāṇṭakam)                                                                         | Tirumangej (tamil. திருமங்கை Tirumaṅkai)                      |
| Trzeci tysiąc (tamil. மூன்றாம் ஆயிரம் Mūṉṟām āyiram) lub: Ijarpa (tamil. இயற்பா Iyaṟpā)                                   | Mudal Tiruwandadi (tamil. முதல் திருவந்தாதி Mutal Tiruvantāti)                                                                         | Pojhej (tamil. பொய்கை Poykai)                                |
| Trzeci tysiąc (tamil. மூன்றாம் ஆயிரம் Mūṉṟām āyiram) lub: Ijarpa (tamil. இயற்பா Iyaṟpā)                                   | Irandam Tiruwandadi (tamil. இரண்டாம் திருவந்தாதி Iraṇṭām Tiruvantāti)                                                                   | Budam (tamil. பூதம் Pūtam)                                  |
| Trzeci tysiąc (tamil. மூன்றாம் ஆயிரம் Mūṉṟām āyiram) lub: Ijarpa (tamil. இயற்பா Iyaṟpā)                                   | Mundram Tiruwandadi (tamil. மூன்றாம் திருவந்தாதி Mūṉṟām Tiruvantāti)                                                                     | Pej (tamil. பேய் Pēy)                                       |
| Trzeci tysiąc (tamil. மூன்றாம் ஆயிரம் Mūṉṟām āyiram) lub: Ijarpa (tamil. இயற்பா Iyaṟpā)                                   | Nangam Tiruwandadi (tamil. நான்காம் திருவந்தாதி Nāṉkām Tiruvantāti) lub: Nanmuhan Tiruwandadi (tamil. நான்முகன் திருவந்தாதி Nāṉmukaṉ Tiruvantāti) | Tirumalisej (tamil. திருமழிசை Tirumaḻicai)                    |
| Trzeci tysiąc (tamil. மூன்றாம் ஆயிரம் Mūṉṟām āyiram) lub: Ijarpa (tamil. இயற்பா Iyaṟpā)                                   | Tiruwiruttam (tamil. திருவிருத்தம் Tiruviruttam)                                                                                      | Nammalwar (tamil. நம்மாழ்வார் Nammāḻvār)                       |
| Trzeci tysiąc (tamil. மூன்றாம் ஆயிரம் Mūṉṟām āyiram) lub: Ijarpa (tamil. இயற்பா Iyaṟpā)                                   | Tiruwasirijam (tamil. திருவாசிரியம் Tiruvāciriyam)                                                                                    | Nammalwar (tamil. நம்மாழ்வார் Nammāḻvār)                       |
| Trzeci tysiąc (tamil. மூன்றாம் ஆயிரம் Mūṉṟām āyiram) lub: Ijarpa (tamil. இயற்பா Iyaṟpā)                                   | Perija Tiruwandadi (tamil. பெரிய திருவந்தாதி Periya Tiruvantāti)                                                                       | Nammalwar (tamil. நம்மாழ்வார் Nammāḻvār)                       |
| Trzeci tysiąc (tamil. மூன்றாம் ஆயிரம் Mūṉṟām āyiram) lub: Ijarpa (tamil. இயற்பா Iyaṟpā)                                   | Tiruwelukkutrirukkej (tamil. திருவெழுக்கூற்றிருக்கை Tiruveḻukkūṟṟikukkai)                                                                  | Tirumangej (tamil. திருமங்கை Tirumaṅkai)                      |
| Trzeci tysiąc (tamil. மூன்றாம் ஆயிரம் Mūṉṟām āyiram) lub: Ijarpa (tamil. இயற்பா Iyaṟpā)                                   | Sirija Tirumadal (tamil. சிறிய திருமடல் Ciṟiya Tirumaṭal)                                                                            | Tirumangej (tamil. திருமங்கை Tirumaṅkai)                      |
| Trzeci tysiąc (tamil. மூன்றாம் ஆயிரம் Mūṉṟām āyiram) lub: Ijarpa (tamil. இயற்பா Iyaṟpā)                                   | Perija Tirumadal (tamil. பெரிய திருமடல் Periya Tirumaṭal)                                                                            | Tirumangej (tamil. திருமங்கை Tirumaṅkai)                      |
| Czwarty tysiąc (tamil. நான்காம் ஆயிரம் Nāṉkām āyiram) lub: Tiruwajmoli (tamil. திருவாய்மொழி Tiruvāymoḻi) tzw. „Tamilska Weda” | Tiruwajmoli (tamil. திருவாய்மொழி Tiruvāymoḻi)                                                                                         | Nammalwar (tamil. நம்மாழ்வார் Nammāḻvār)                       |
| Dodatek | Ramanudźa Nutrandadi (tamil. இராமானுச நூற்றன்தாதி Irāmāṉuca nūṟṟantāti)                                                                 | Tiruwarangamudanar (tamil. திருவரங்கமுதனார் Tiruvaraṅkamutaṉār) |